# Ari Ólafsson

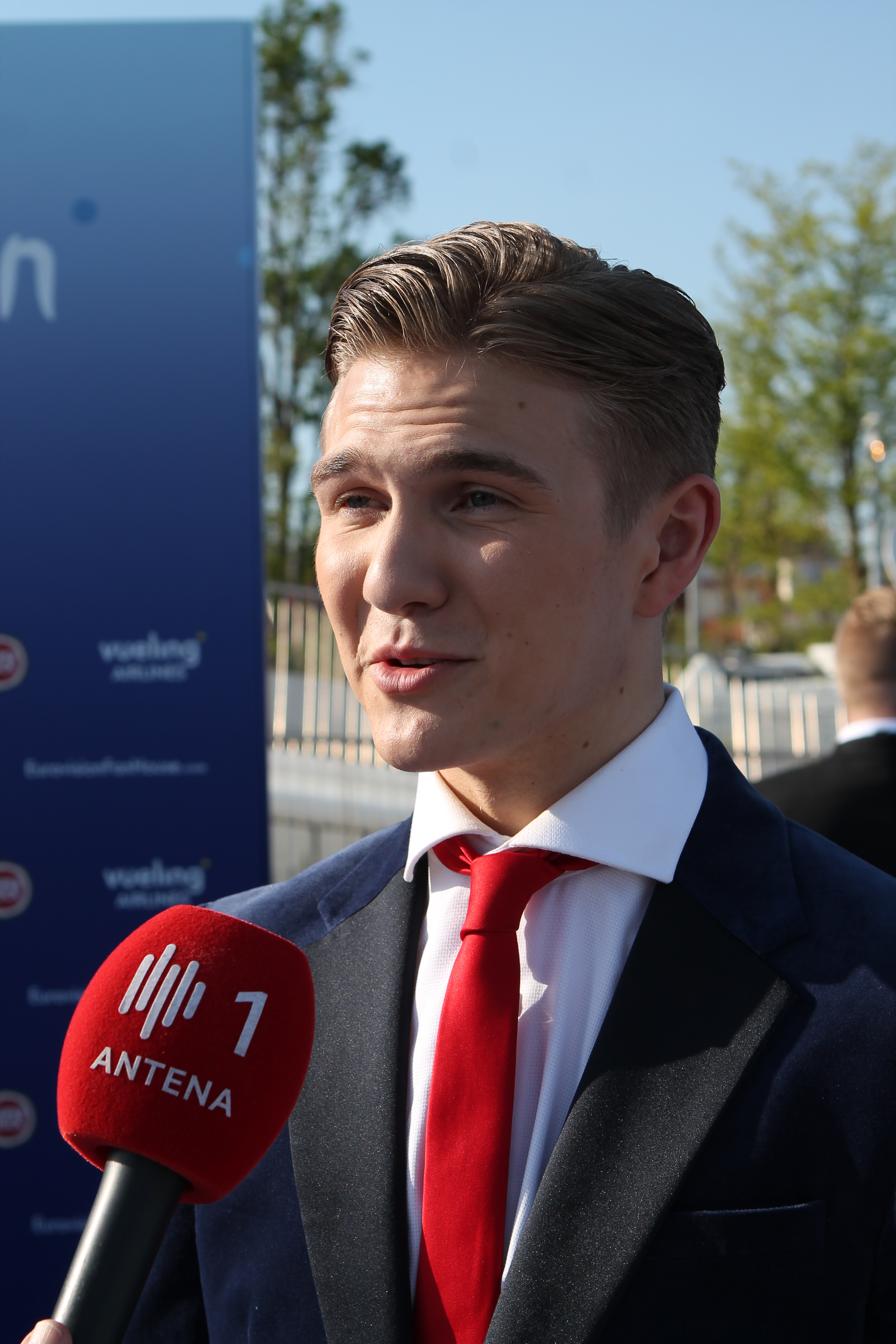
Ari Ólafsson (2018)

Ari Ólafsson [ˈaːrɪ ˈouːlafsɔn] (* 21. Mai 1998) ist ein isländischer Sänger. Er vertrat sein Land beim Eurovision Song Contest 2018 mit dem Lied Our Choice.

## Leben und Wirken
Ari Ólafsson wuchs in Reykjavík auf, Teile seiner Kindheit verbrachte er in Florida. Selma Björnsdóttir entdeckte ihn, als er elf Jahre alt war. Auf diese Weise erhielt er die Hauptrolle in dem Musical Oliver!, das im Borgarleikhúsið aufgeführt wurde. Seitdem trat Ari Ólafsson auf den Bühnen Islands auf. Nachdem die norwegische Sängerin Sissel Kyrkjebø 2011 auf ihn aufmerksam geworden war, lud sie ihn zu verschiedenen Auftritten ein. 2015 nahm Ari Ólafsson an der isländischen Version des Gesangswettbewerbs The Voice teil. 2018 setzte er sich gegen elf Mitbewerber beim Söngvakeppnin 2018, dem isländischen Entscheid für den Eurovision Song Contest, durch. Sein Lied Our Choice, das er bereits beim Söngvakeppnin in englischer Sprache vortrug, schrieb Þórunn Erna Clausen. Er konnte sich nach seiner Teilnahme am ersten Halbfinale allerdings nicht für das Finale des Wettbewerbs qualifizieren.

## Diskografie
Singles
- 2018: Our Choice